# 화롯가 이야기
화롯가 이야기(Round the fire storis)는 아서 코난 도일 경이 1908년에 출판한 추리와 호러 소설들을 모은 단편집이다. 서문에는 '겨울밤 난롯가에서 읽으면 좋은 이야기'라고 쓰여 있다.

## 수록된 단편
- 갈색 손
- 딱정벌레 사냥꾼
- 흑인 의사
- 브라질 고양이
- 사라진 특별열차
- 검은 상자의 비밀
- 시계를 많이 가진 남자
- 유대의 흉패
- Lot.No.249